# Erzbistum Windhoek
Das Erzbistum Windhoek (lateinisch Archidioecesis Vindhoekensis, englisch Archdiocese of Windhoek) ist eine in Namibia gelegene römisch-katholische Erzdiözese mit Sitz in Windhoek als Teil der Römisch-katholischen Kirche in Namibia.

## Geschichte
Als Apostolische Präfektur von Cimbebasia Inferiore am 1. August 1892 gegründet, wurde sie am 10. Januar 1921 zur Apostolischen Präfektur von Cimbebasia umbenannt. Am 11. Mai 1926 erfolgte die Erhebung zu einem Apostolischen Vikariat. Am 2. April 1959 gaben die Bistümer Bulawayo und Kimberley und das Apostolische Vikariat Windhoek Teile ihres Territoriums zur Gründung der Apostolischen Präfektur Bechuanaland ab. Am 14. März 1994 erfolgte die Erhebung zum Erzbistum Windhoek mit zeitgleicher Ernennung eines Erzbischofes und die Auslagerung eines Teils seines Territoriums als Apostolisches Vikariat Rundu.
Die Teilung in das Bistum Oshakati und das Erzbistum Windhoek ist geplant (Stand 2019).

## Pfarrgemeinden
Das Erzbistum verfügt über 76 Pfarreien (Stand 2017).
- Aminuis (Jungfrau der Immerwährenden Hilfe)
- Arandis (St. Johann)
- Gobabis
  - Gobabis (St. Konrad)
  - Epukiro (Gobabis) (St. Joseph)
- Khorixas (Heiliggeist)
- Okahandja (St. Petrus Claver)
- Omaruru (Unsere Liebe Frau)
- Otjiwarongo (St. Anton)
- Outjo (St. Michael)
- Swakopmund (Unsere Liebe Frau vom Rosenkranz)
- Tsumeb (St. Barbara und St. Francis)
- Usakos (Jungfrau der Immerwährenden Hilfe)
- Waldfrieden (Omaruru)
- Walvis Bay (St. Peter)
- Windhoek
  - Khomasdal (St. Marien)
  - Katutura
  - Pionierspark (St. Bonifaz)
  - Soweto (St. Augustinus)
  - Wanaheda (Corpus Christi)
  - Döbra (St. Joseph)

## Klöster
- Benediktinerkloster Waldfrieden (St. Bonifaz)
- Klarissenkloster Windhoek (Hl. Familie)

## Bischöfe (Vikare)
- Augustinus Nachtwey OMI (Präfekt Dezember 1902 bis 1908)
- Joseph Schemmer OMI (Präfekt November 1908 bis Juni 1909)
- Eugenio Klaeyle OMI (Präfekt 1909 bis 1921)
- Joseph Gotthardt OMI (Präfekt 11. Januar 1921; Apostolischer Vikar 18. Mai 1926 bis 20. März 1961)
- Rudolf Maria Koppmann OMI (Koadjutor/Apostolischer Vikar 26. Januar 1957; Apostolischer Vikar 20. März 1961 bis 29. November 1980)
- Bonifatius Haushiku ICP (Weihbischof 15. November 1978; Apostolischer Vikar 29. November 1980; Erzbischof 14. März 1994 bis 12. Juni 2002)
- Liborius Ndumbukuti Nashenda OMI (Weihbischof 5. November 1998; Erzbischof seit 21. September 2004)